# Vilches
Vilches é um município da Espanha na província de Jaén, comunidade autónoma da Andaluzia, de área 274 km² com população de 4940 habitantes (2005) e densidade populacional de 18,12 hab/km².

## Demografia
| Variação demográfica do município entre 1991 e 2004 | Variação demográfica do município entre 1991 e 2004 | Variação demográfica do município entre 1991 e 2004 | Variação demográfica do município entre 1991 e 2004 |
| --------------------------------------------------- | --------------------------------------------------- | --------------------------------------------------- | --------------------------------------------------- |
| 1991                                                | 1996                                                | 2001                                                | 2004                                                |
| 5055                                                | 5162                                                | 4880                                                | 4946                                                |